# Edward Francis
Edward Albert Francis (Poynton, 11 september 1999) is een Engels voetballer die als verdediger voor Gateshead FC speelt.

## Carrière
Edward Francis speelde in de jeugdopleiding van Manchester City FC. In het seizoen 2017/18 speelde hij met Manchester City onder 23 drie wedstrijden in het toernooi om de EFL Trophy. In het seizoen 2018/19 werd hij verhuurd aan Almere City FC, waar hij vooral met Jong Almere City FC in de Tweede divisie speelde. Francis debuteerde voor Almere City op 25 september 2018, in de met 1-0 gewonnen bekerwedstrijd tegen FC Dordrecht. Hij kwam in de 83e minuut in het veld voor Anass Ahannach. In januari 2019 werd zijn verhuurdperiode beëindigd, en vertrok hij naar Wolverhampton Wanderers FC. Deze club verhuurde hem de tweede seizoenshelft van 2019/20 aan Grasshopper Club Zürich, maar hier kwam hij nooit in actie en zat hij nooit bij de selectie. Na het einde van deze verhuurperiode werd zijn contract bij Wolverhampton in oktober 2020 ontbonden. In december sloot hij bij Harrogate Town AFC aan, waar hij de rest van het seizoen in de League Two speelde. Van 2021 tot 2023 speelde hij voor Notts County FC. Deze club verhuurde hem in 2023 aan Gateshead FC, wat hem vervolgens definitief overnam.

### Statistieken
| Seizoen                    | Club                      | Land           | Competitie      | Competitie | Competitie | Beker | Beker | Overig | Overig | Totaal | Totaal |
| Seizoen                    | Club                      | Land           | Competitie      | Wed.       | Dlp.       | Wed.  | Dlp.  | Wed.   | Dlp.   | Wed.   | Dlp.   |
| -------------------------- | ------------------------- | -------------- | --------------- | ---------- | ---------- | ----- | ----- | ------ | ------ | ------ | ------ |
| 2017/18                    | Manchester City FC –23    | Engeland       | n.v.t.          | –          | –          | –     | –     | 3      | 1      | 3      | 1      |
| 2018/19                    | → Jong Almere City FC     | Nederland      | Tweede divisie  | 8          | 1          | –     | –     | –      | –      | 8      | 1      |
| 2018/19                    | → Almere City FC          | Nederland      | Eerste divisie  | 1          | 0          | 2     | 0     | –      | –      | 3      | 0      |
| 2019/20                    | Wolverhampton W. –23      | Engeland       | n.v.t.          | –          | –          | –     | –     | 2      | 0      | 2      | 0      |
| 2019/20                    | → Grasshopper Club Zürich | Zwitserland    | Ch. League      | 0          | 0          | 0     | 0     | –      | –      | 0      | 0      |
| 2020/21                    | Harrogate Town AFC        | Engeland       | League Two      | 20         | 1          | 0     | 0     | 0      | 0      | 20     | 1      |
| 2021/22                    | Notts County FC           | Engeland       | National League | 32         | 1          | 1     | 0     | 1      | 0      | 34     | 1      |
| 2022/23                    | Notts County FC           | Engeland       | National League | 10         | 1          | 0     | 0     | –      | –      | 10     | 1      |
| 2022/23                    | → Gateshead FC            | Engeland       | National League | 14         | 0          | 0     | 0     | –      | –      | 14     | 0      |
| 2023/24                    | Gateshead FC              | Engeland       | National League | 37         | 3          | 1     | 0     | –      | –      | 38     | 3      |
| Carrièretotaal             | Carrièretotaal            | Carrièretotaal | Carrièretotaal  | 122        | 7          | 4     | 0     | 6      | 1      | 132    | 8      |
| Bijgewerkt op 7 april 2024 |                           |                |                 |            |            |       |       |        |        |        |        |